# Kiskirálylány

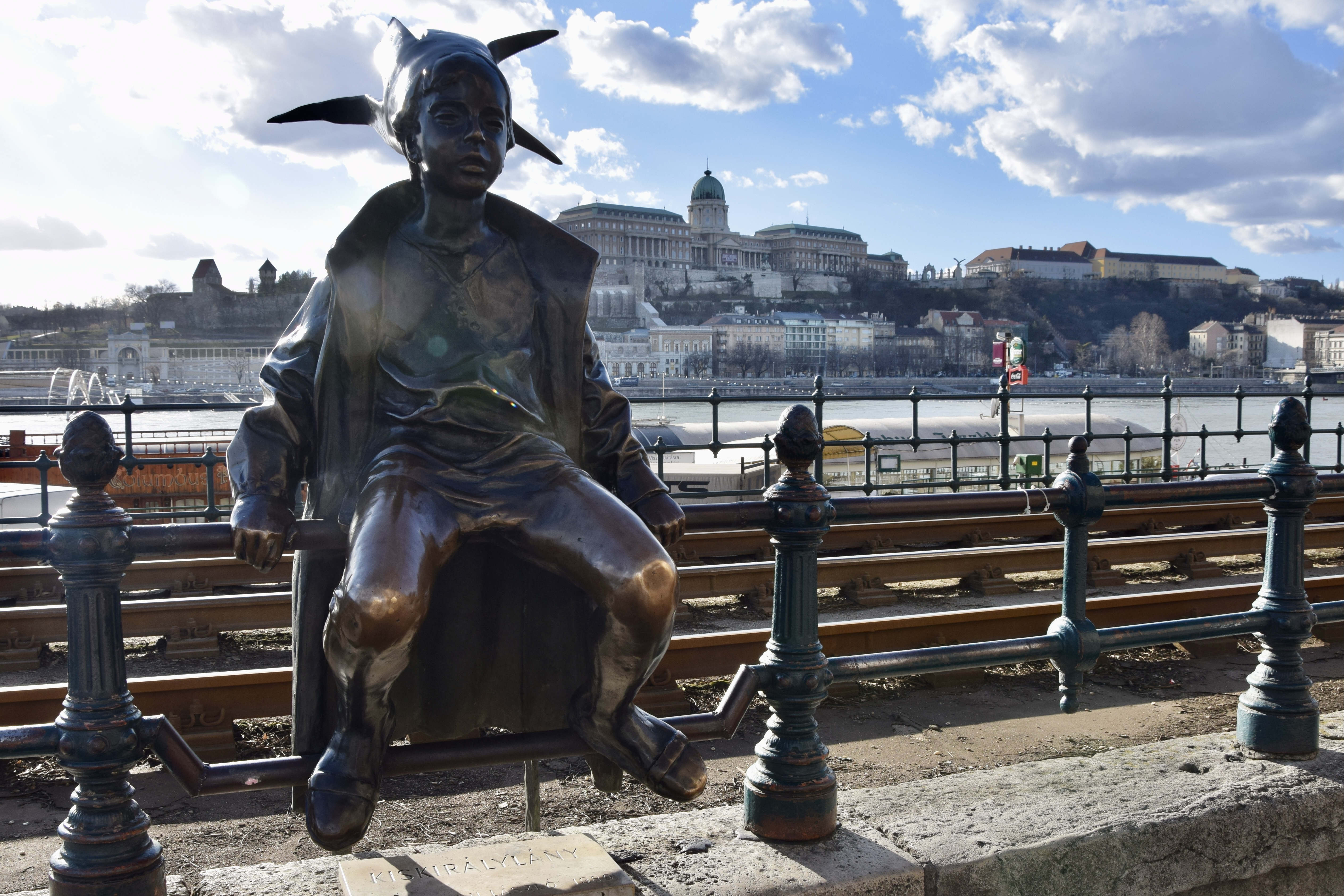
Tượng Kiskirálylány trên bờ sông Danube

Kiskirálylány (Tiếng Anh: The Little Princess; Tiếng Việt: Nàng công chúa nhỏ) là một tác phẩm điêu khắc độc đáo và quan trọng, hiện đang được đặt trên phần lan can của lối đi cạnh bờ sông Danube thơ mộng tại thành phố Budapest thuộc quốc gia Hungary ngày nay. Tác phẩm điêu khắc này được chạm trổ bởi đích thân nhà điêu khắc tài năng và sáng tạo người Hungary László Marton (1925-2008).
Bức tượng cao khoảng 5 inches, tạc lại chính cô con gái của László Marton. Cô con gái này đang đóng vai nàng công chúa với chiếc mũ đội được làm bằng giấy báo, chiếc áo choàng hoàng gia được lấy từ chiếc khăn tắm.
Bức tượng được tạc với một mẫu nhỏ hơn kích thước hiện tại vào năm 1972. Phiên bản nhỏ hơn này hiện đang được lưu giữ cẩn thận tại Nhà Trưng bày Quốc Gia Hungary. Phiên bản lớn hơn thì nổi tiếng hơn rất nhiều và được đặt ở trên lối đi bờ sông Danube, nơi có nhiều du khách ghé qua để ngắm nhìn và chụp lại các khoảnh khắc xinh đẹp bên bức tượng.
Một chi tiết thú vị là nhiều du khách khi xem qua bức tượng đều nghĩ rằng đây là một bé trai cho đến khi nghe đầy đủ câu chuyện về bức tượng cũng như lý do cho sự hình thành của nó.